# Melinda Bam
Melinda de Kok (Bam) (14 de mayo de 1989, Pretoria, Sudáfrica) es una reina de belleza sudafricana, ganadora del Miss Sudáfrica 2011, obteniendo así el derecho a representar a su país en los concursos de Miss Universo 2012 y Miss Mundo 2012, sin embargo desistió de participar en el Miss Mundo. Actualmente se desempeña como ejecutiva del Miss Sudáfrica. Tiene una línea de trajes de baño llamada Bambshell, para la cual trabajaba con la marca de trajes de baño del sudafricano Dax Martin.

## Biografía
Melinda de Kok (conocida popularmente como Melinda Bam) nació y se crio en Pretoria, Sudáfrica. Ella nació en 1989 y tiene una hermana llamada Melissa. Se graduó con honores (cum laude) de la Universidad de Pretoria, Sudáfrica con una licenciatura en Marketing y Gestión de las Comunicaciones y aspira a iniciar un día una agencia de Marketing Interna que se centraría en Psicología Empresarial y Cultura Corporativa.
Uno de sus muchos logros es cuando en 2007, Melinda escribió un libro conjuntamente con su madre Wanda Bam y su hermana Melissa titulado “Praat met my & Hoor wat ek se”, el cual ha sido publicado y trata de cuestiones relevantes que enfrentan los jóvenes y las familias; como oradoras de este libro buscan motivar e inspirar a sus audiencias de todo el mundo y toda Sudáfrica.
También ha diseñado su propia colección de trajes de baño – Bambshell... vivir para inspirar! inspiran a vivir! Mujer apasionada conducida que dejó su marca y una señora que no será olvidada!. Es pintora profesional y artista en grafito, óleo y acrílico mediano. Tiene una gran variedad de pasatiempos a través del cual mantiene un fuerte equilibrio entre el arte y los deportes.
Melinda se ha desempeñado como una modelo exitosa y participó en el Miss Sudáfrica 2011 el cual ganó. Gestionada por la Agencia Star Modeling en Johannesburgo, ha adornado las páginas y portadas de publicaciones como la revista Cosmopolitan, Women’s Health (Mujeres Salud), Fitness Magazine, Glamour, Sarie, Leef, Finesse, Prive, Pavé, Get It, Voila, Vrouekeur, Maxim, Plus 27, Huisgenoot, FHM, The Insider, Bella, entre otras.
Bam también comenzó su propio negocio y es cofundadora junto con Anja van Zyl (1.ª Princesa Miss SA 2008) de Womentality(Women Mentality -Mentalidad de las Mujeres-). Los talleres de "Womentality", han sido compuesto para cultivar una mentalidad positiva en el corazón femenino juvenil. Melinda ha desarrollado un programa para facilitar conocimientos necesitados por las jóvenes frente a ciertas demandas sociales, y tocar en 6 elementos fundamentales como la formación en oratoria, aseo y branding personal.

Womentality es la mentalidad femenina y concepto de sí mismo que cada mujer debe tener de sí misma. Reconoce la fuerza que viene siendo una mujer, sin necesidad de sacrificar nuestra feminidad para lograr el éxito.
Melinda Bam

A partir de junio del 2013 Melinda Bam se desempeña como Ejecutiva Nacional del Miss Sudáfrica. En el mismo mes, a Melinda también le fue dado el título Estimado de la Mujer más Sexy del Mundo para 2013 por la edición local de la revista FHM masculina.
En noviembre de 2013, Bam anunció que está comprometida con el Mr. Sudáfrica 2011, Adriaan Bergh. Los dos portadores del título de concurso belleza del 2011 se comprometieron durante unas vacaciones en Dubái.

Desafiar el estigma de que reinas de belleza son sólo caras bonitas me anima.
Melinda Bam

Bam está involucrada como embajadora de Organizaciones de Caridad como ASG Sport, Rudy Project, Brasilfit active wear, Evox Nutrition, Virgin Active. Es también embajadora de MNet Cares, Sports Trust, Reach For Your Dream, CellC, Veet, Shout SAy LeadSA.

## Miss Sudáfrica 2011
Melinda participó en el Miss SA donde fue coronada por su antecesora Bokang Montjane como Miss Sudáfrica el 11 de diciembre de 2011 en una ceremonia celebrada en el Super Bowl de Sun City situado en la Provincia del Noroeste, Sudáfrica, y además obtuvo las premiaciones de Miss Tropika, Me Waterkloof y Candy Girl. De esta manera Melinda tuvo la oportunidad de representar a su nación en el Miss Universo 2012 y Miss Mundo 2012, aunque desistió de participar en este último.
En su rol como Miss SA se dedicó a la caridad principal en los Centros de Atención Thuthuzela, un orfanato y el hogar de más de 70 niños en Alexandria, Johannesburgo. Sirviendo en la Junta para Thuthuzela, empezó a "Salvar a nuestra Campaña de Casa" que se levantó sobre R750 000 en 2012, formando alianzas con B4E (negocios para confiar en el poder), CNBC África y otras sociedades.

## Miss Universo 2012
Melinda Bam representó a Sudáfrica en la 61.ª edición de Miss Universo, que se realizó el 19 de diciembre de 2012, en el PH Live del Planet Hollywood Resort and Casino de Las Vegas, Estados Unidos, donde compitió con chicas de 88 naciones por acreditarse como Miss Universo 2012 ser la sucesora de la angoleña Leila Lopes. Melinda se posicionó en el Top 10, siendo la ganadora de esta edición Olivia Culpo de los Estados Unidos.
Ella no participó en el Miss Mundo 2012 porque si una concursante ocupa un puesto entre los tres primeros lugares del certamen, no está permitida su participación en Miss Universo. La 1.ª Princesa del Miss SA 2011, Remona Moodley representó a Sudáfrica en el Miss Mundo en su lugar.

## Apariciones en televisión
Con apariciones en programas de televisión como Psalted, Super sport, Kwela, Pasella, Todos los Accesos (All Access), Top Billing, Ontbytsake, Cocina con Azanya, V - Entretenimiento, Vuzu, Glambición (temporada 1), Miss Sudáfrica (temporada 55 y 56), El Camino a Miss Sudáfrica (temporada 3) y entrevistas de radio en los principales medios de difusión de Sudáfrica, el perfil de Melinda ha sido planteado en varios niveles y conserva su encanto aún después de su reinado.

## Ejecutiva Nacional del Miss Sudáfrica
En junio de 2013 fue anunciado que Melinda Bam fue nombrada Ejecutiva Nacional para el concurso de Miss Sudáfrica, estando a cargo de organizar patrocinadores potenciales para el concurso, así como de preparar a la reina saliente a los concursos del Miss Mundo y Miss Universo. Bam manifestó: He sido designada para añadir y mejorar nuevos proyectos y trabajar iniciativas para Miss Sudáfrica con respecto a su caridad, asociaciones de patrocinio, los preparativos para las competiciones internacionales y lo que se espera de ella durante el año de su reinado.